# ケヴィン・リトル
ケヴィン・リトル（Lescott Kevin Lyttle Coombs、1976年9月14日 - ）は、セントビンセント・グレナディーン諸島、キングスタウン出身のソカ・シンガー。セカンドシングル「ターン・ミー・オン（Turn Me On）」が世界中でヒットし、一躍有名となった。

## ディスコグラフィー
- セカンドシングル

ターン・ミー・オン（Turn Me On）（シングル、2003年、イギリスにて）
イギリスでは初登場2位を記録し、その後7週間TOP10入り。その後フィンランドで11位、オーストラリアで3位を記録し、その他12カ国でヒット。アメリカでは2004年にリリースされ、ビルボード・チャートで最高4位となった。
スプラガ・ベンツをフィーチャーしたリミックスではVibe Awards最優秀ダンスホール・シングル賞を受賞。
- ケヴィン・リトル（Kevin Lyttle）（アルバム、2004年）